# Спектрофотометр
Спектрофото́метр  — прилади, для контролю кольору. Головні завдання спектрофотометра — розрахунок колірних координат і побудова спектральної кривої вимірюваного об'єкта.
Більшість моделей спектрофотометрів для поліграфічних потреб мають можливість одержувати координати кольору в міжнародних системах XYZ, CIELab, CIE LCH.
Відмінність спектрофотометричних вимірів від вимірів людським оком полягає в тому, що покази приладу залежать від задання певних розмірів, наприклад джерела світла, кута спостереження, і не залежать від індивідуальних характеристик людського ока.
Поліграфічний ринок, який бурхливо розвивається, торкається різних областей виробництва, при цьому видрукуваний матеріал може перебувати не тільки в закритих приміщеннях, але, наприклад, просто неба як рекламні плакати, або в метро, де на зорове сприйняття впливає освітлення. Зміну сприйняття кольору в людини залежно від освітлення прийнято називати метамеризмом.
Для імітації різного освітлення спектрофотометри використовують стандартизовані джерела випромінювання D50, D65, A, B, C тощо, які мають певні спектральні характеристики.
Наприклад, джерело A — норма середнього штучного світла еквівалентна колірній температурі 2858Д0, що відповідає випромінюванню лампи розжарювання. B — норма прямого сонячного світла з колірною температурою близької до 4800ДО. C — норма розсіяного денного світла з температурою близько 6500ДО, D65 — має температуру майже строго рівну 6500ДО (застосовується в усьому світі, крім Німеччини, де стандартним вважається D50 з колірною температурою 5000ДО).
У всіх колориметричних приладах дотримується певна структура світлових пучків — падаючих на зображення й віддзеркалюваних від нього (названа геометрією виміру). Це пов'язане з тим, що світловий потік, відбитий або пропущений через матеріал поширюється в просторі певним чином. Сила світла, відбитого поверхнею, залежить від напрямку в якому спостерігається ця поверхня. Тому всі умови освітлення й спостереження нормуються.
У багатьох рекламних проспектах фірм-виробників спектрофотометрів приводять дані геометрії вимірів, наприклад 45/0°° (рис. 3.2.2) або (0/45°° що відповідає орієнтації джерела й приймача випромінювання стосовно нормалі. У цьому випадку говорять, що оптична система виконана за стандартом DIN 5033.
Для проведення колориметричних вимірів зображень, які будуть спостерігатися з різних відстаней, використовуються стандартизовані кути спостереження в 2° і 10°. У деяких випадках найкритичнішими елементами зображення є фірмовий колір логотипу або точне відтворення пам'ятних кольорів. Людське око зауважує зміни кольору тільки у випадку перевищення так званого колірного порога (мінімальної зміни кольору, помітної оком). Застосовувані в сучасних спектрофотометрах технології дозволяють ураховувати даний фактор і визначити величину відхилення кольору від оригіналу, названу показником колірних розходжень DE.
Цей вимір дозволяє оперативно й точно визначити можливі коректування технологічних режимів друку, наприклад подачу фарби, зволожуючого розчину, тиску в друкованій парі або внести відповідні дані ще на стадії до друкарської підготовки, наприклад кольорокорекції.
Відповідно до Європейського стандарту DE не повинна перевищувати 3. При збільшенні цієї величини око буде сприймати колірні розходження, а виконана робота може потрапити в брак. Особливо критичне перевищення цієї величини при роботі зі змішаними фарбами, наприклад Pantone.
Більшість спектрофотометрів різних фірм-виробників мають схожі схеми будови. Основна їхня відмінність полягає у використанні електронних схем і алгоритмів, розрахунків колірних координат, а також програмного забезпечення для спільної роботи з комп'ютером.
Колориметричні виміри здійснюються в такий спосіб: промінь світла від джерела світла (лампи з колірною температурою, обраної за стандартами, описаними вище) проходить через коліматор, що формує вузький паралельний пучок променів, потім через апертуру певного діаметра й попадає на відбиток. Відбившись від нього, світло волоконно-оптичними світлопроводами потрапляє на набір світлофільтрів. Зчитування інформації зі зразка відбувається одночасно тільки по двох каналах. Цьому сприяють спеціальні затвори, що приводяться в рух за допомогою двигунів.
Після проходження світлопроводами промінь світла попадає на комплекс фільтрів, що мають певну смугу пропускання. Як і у випадку з денситометрами на відбиття, у комплект зі спектрофотометрами входять різні поляризаційні фільтри. Наприклад POL — поляризаційний фільтр для виміру глянцевих відбитків, No — нейтрально сірий фільтр, що дає можливість проводити вимірювання, використовуючи тільки джерело випромінювання спектрофотометра, а D65 застосовується для вимірів металізованих фарб або лакованих друкованих відбитків.
Минувши через фільтри, світло попадає на фотоелектронний помножувач, що підсилює сигнал і посилає його на аналого-цифровий перетворювач. У свою чергу він перетворює аналоговий сигнал у цифровий для наступної обробки центральним процесором приладу.
Після обробки інформації дані виводяться на дисплеї й можуть бути роздруковані на принтері або введені в персональний комп'ютер. Як і будь-який електромеханічний пристрій, спектрофотометр має потребу в постійному контролі і догляді. Крім загальноприйнятих норм зберігання, транспортування й роботи приладу необхідне періодичне калібрування, що полягає в зчитуванні приладом абсолютно білої крапки з еталонного зразка. Як еталонний зразок використовують спеціальні керамічні пластинки на основі сульфату барію або окису магнію з абсолютним значенням коефіцієнта відбиття 0,97 і 0,98 відповідно.
Одним із критичних параметрів для всіх спектрофотометрів є так звана повторюваність або точність вимірів, тобто одержання ідентичних сукупностей вимірів тої самої ділянки зображення. Не секрет, що багато із представлених на світовому ринку приладів мають більший розмах значень вимірів, що сягає DE=0,07 і вище. Причому ці значення мають тенденцію до зміни залежно від години безперервної роботи приладу й можливість одержання достовірних результатів вимірів стає досить проблематично.
Додаткові можливості спектрофотометрів. У зв'язку з ростом споживчого попиту на якісну поліграфічну продукцію й постійне вдосконалення поліграфічних технологій кілька років тому почала активно розвиватися система керування кольором Color Matching Method (CMM). Вона дозволила вийти на якісно інший рівень контролю не тільки окремо взятих стадій, але й усього поліграфічного процесу.
Застосовувані в наш час системи наскрізного калібрування або характеризації пристроїв на основі профілів ICC дозволяють досягати непоганих результатів узгодження кольорів на всіх стадіях візуального подання образотворчої інформації.
Крім своїх основних функцій, прилади можуть працювати в комплексі зі спеціальними програмними продуктами, що створюють профілі ICC, підключаються до різних програмних продуктів, наприклад Photoshop, Painter, Illustrator і т. д.
Наприклад спектрофотометр Spectrolino швейцарської фірми GretagMacbeth сполучає в собі три функції: колориметричний вимір колірних характеристики монітора, прозорих і непрозорих матеріалів, а також вимірювання оптичних щільностей непрозорих матеріалів. Схожий прилад (тільки за деякими виконуваними функціями, але не за технічними і технологічними характеристиками) — Colortron американської фірми X-Rite.
Створення профілів здійснюється за допомогою таких програм як ColorShop фірми X-Rite, ProfileMaker фірми GretagMacbeth, ViewOpen, ScanOpen, PrintOpen фірми Heidelberg Prepress і т. д.
Крім спектрофотометрів призначених для проведення вимірів у поліграфії, існують прилади, що застосовуються в текстильній і харчовій промисловості, при виготовленні паперу й медицині. У цих випадках вимірам піддаються не тільки тверді субстанції, але й рідини. Наприклад, американська компанія Hunter Associates Laboratory, що працює на ринку вимірювальних систем понад 40 років, випускає прилади для колориметричних вимірів зразків пластику, текстилю, сипучих матеріалів і різних продуктів живлення. Або компанія Data Colour International, спектрофотометри якої використовують найбільші автомобільні компанії для підбору фарб. в поліграфії стає все популярнішим спектрофотометр, який працює за принципом d/8; Він використовується при оцінюванні тканин та інших поверхонь в текстильній, автомобільній та ін. В поліграфії він знаходить своє застосування при вимірюванні кольорових характеристик на металізованих поверхнях чи металізованими фарбами. [16]
Контроль якості також проводять автоматичними сенситометрами, які застосовують безпосередньо після друкування продукції.